# NV-Versicherungen
Die NV-Versicherungen (vormals Neuharlingersieler Versicherungen) sind eine deutsche Versicherungsgruppe mit Sitz in Neuharlingersiel (Ostfriesland).

## Geschichte
Sie wurden im Jahre 1818 als Versicherungsverein auf Gegenseitigkeit gegründet und zählt zu den ältesten Unternehmen in Ostfriesland. Am 10. Oktober 1818 unterzeichneten 118 Gründungsmitglieder im Hause von Johann Remmers Mammen am Neuharlingersieler Hafen die Bedingungen einer "Versicherungs-Gesellschaft für Mobilien, gedroschenes und ungedroschenes Getreide und Vieh gegen Feuers-Gefahr". Ziel der dörflichen Bevölkerung war es seinerzeit, sich solidarisch oder auch gegenseitig gegen Schadensfälle im Brandfall abzusichern. Nach den Versicherungsstatuten verpflichteten sich die Mitglieder somit zur "Vergütung eines Brandschadens an ihre Mitglieder". Das war die Geburtsstunde der Feuer-Versicherungs-Gesellschaft Neuharlingersiel – den heutigen NV-Versicherungen. Im Jahr 1885 wurde die bis dahin reine Feuerversicherung um die Hagelschäden-Versicherung erweitert. Die dafür eigens gegründete Hagelschäden-Versicherungs-Gesellschaft zu Neuharlingersiel sicherte die Vergütung von Schaden durch Hagelschlag an sämtlichen Früchten des Feldes sowie des Gartens ab. Im Laufe der Entwicklung wurde der Versicherungsbereich im Jahr 1919 um die Viehdiebstahlversicherung erweitert.
Die Gesellschaft erstreckte sich zunächst über ganz Ostfriesland, das Harlinger- und das Jeverland sowie die Herrschaft Kniphausen. 1911 wurde das Geschäftsgebiet laut einem Beschluss der Generalversammlung jedoch auf Ostfriesland beschränkt. Bis 1974 bildete die Struktur als Feuer-, Hagel- und Viehdiebstahlversicherer die Grundlage des Geschäftsmodells.
Unter dem zunehmenden Druck auswärtiger Versicherungsunternehmen erfolgte eine Neuausrichtung als umfassender Sachversicher, der alle Gefahren des täglichen Lebens absichern sollte. Damit verbunden war eine Neufirmierung als „NEUHARLINGERSIELER Versicherungs-Gesellschaft auf Gegenseitigkeit“. Diese geschäftliche Ausrichtung mit einem regional beschränkten Einzugsgebiet auf Ostfriesland blieb bis zum Ende des Jahrhunderts bestehen.
1999 erfolgte der Einstieg in den bundesweiten Markt. Wie einige andere Versicherungsvereine auf Gegenseitigkeit erweiterten auch die NV-Versicherungen, um auch zukünftig als eigenständige Gesellschaft im Sachversicherungsmarkt bestehen zu können. Heute decken die NV-Versicherungen nahezu das gesamte Leistungsspektrum im Bereich der Sach- und Unfallversicherungen ab.

## Struktur
Die NV-Versicherungsgruppe setzt sich aus den folgenden, jeweils rechtlich selbstständigen Unternehmen zusammen:
- NV-Versicherungen VVaG (gegründet 1818, Sach- und Unfallversicherungsgeschäft)
- Hagel-Versicherungs-Gesellschaft zu Neuharlingersiel (NV-Hagel-Versicherung) (gegründet 1885, Hagelversicherungsgeschäft im landwirtschaftlichen Bereich)
- NV-Versicherungsvermittlung GmbH (gegründet 1996, Vermittlung von nicht selbst angebotenen Versicherungssparten)

Am Firmensitz in Neuharlingersiel beschäftigen die NV-Versicherungen VVaG sowie die NV-Hagel-Versicherung insgesamt 87 Mitarbeiter und sieben Auszubildende (Stand 2022). Bundesweit arbeitet der Versicherungsverein auf Gegenseitigkeit mit rund 8.600 Versicherungsmaklern zusammen.
Der NV-Versicherungen VVaG unterliegt der Aufsicht durch die BaFin, die NV-Hagel-Versicherung als Kleinerer Verein nach §210 VAG der Landesaufsicht.